# Paradie Overschie
Paradie Overschie was een jaarlijks terugkerend cultureel festival in de Rotterdamse deelgemeente Overschie dat van 2006 tot en met 2011 in het laatste weekend van de zomervakantie plaatsvond. Het festival duurde drie dagen en vond plaats in het Sidelingepark aan de Baanweg.

## Opzet
Het oorspronkelijke idee was om een festival te organiseren voor en door de bewoners van Overschie. De eerste editie van het festival is georganiseerd door de deelgemeente Overschie, maar vanaf 2007 was de Stichting Paradie Overschie (opgericht in 2007) verantwoordelijk voor de organisatie. De stichting bestaat derhalve uit inwoners van Overschie.

## Insteek
De insteek van het festival was een mix van kunst en ontspanning die de verschillende groepen binnen de deelgemeente aanspraken. De deelgemeente wilde met Paradie inwoners en bezoekers op een ontspannen en informele manier met elkaar in contact brengen en daarmee een positieve draai geven aan bestuurlijke ambities als integratie en participatie. Vanwege deze achterliggende gedachte was het festival een gratis festival. Er waren optredens van diverse bekende artiesten zoals Kane, VanVelzen en Alain Clark.

## Financiering
Paradie Overschie werd mede gefinancierd door Deelgemeente Overschie, Woonstad Rotterdam, het Ministerie van VROM. Op 23 november 2011 werd door de deelraad besloten dat de subsidie aan het festival in 2012 zou worden terug geschroefd naar maximaal € 200.000,-. Hierop besloot de organisatie vanaf 2012 geen Paradie meer te organiseren wegens ontoereikend budget.